# Tallarol xerraire
El tallarol xerraire (Curruca curruca; syn: sylvia curruca) és una espècie d'ocell passeriforme dins de la família dels sílvids (Sylviidae). Nidifica a l'Europa temperada, excepte al sud-oest, i al Paleàrtic occidental i central. És un ocell fortament migrador, i passa l'hivern a l'Àfrica al sud del Sàhara, a la península aràbiga i a l'Índia. El seu estat de conservació es considera de risc mínim.

## Taxonomia
Aquesta espècie estava classificada en el gènere Sylvia, però el Congrés Ornitològic Internacional, en la seva llista mundial d'ocells (versió 10.2, 2020) el transferí al gènere Curruca. Segons el Handook of the Birds of the World i la quarta versió de la BirdLife International Checklist of the birds of the world (Desembre 2019), aquest tàxon apareix classificat encara dins del gènere Sylvia.

## Descripció
Aquest ocell petit presenta una longitud de prop de 12 a 14 cm. Bec i potes en to grisenc fosc. El seu plomatge és apagat i no colorit, essent de color grisa pel cap fins a sota els ulls, i adquireix un to terrós a mesura en les parts més inferiors. Les ales són la part més marró. La gola del bec fins al pit són de color blanc.
Habita matolls densos, que poden ser espinosos, així com bardisses, boscos de muntanya, espais amb males herbes i vegetació arbustiva, fins i tot parcs i jardins, tant com en joves coníferes.